# 历代建元考
《历代建元考》，是清朝初期学者鍾淵映所编写。收录了自汉武帝到明代的各政权年号，十卷。张之洞在《书目答问》史部中有记载，说记载年号的书，李兆洛的《纪元编》最简便，葉維庚的《纪元通考》最详细，而《历代建元考》是早于两书的著作。初期有守山阁本，金壶本。民国30年又由中华书局出版。